# (29777) 1999 CK46
A (29777) 1999 CK46 a Naprendszer kisbolygóövében található aszteroida. A LINEAR projekt keretében fedezték fel 1999. február 10-én.